# Syndesmogenus kivuensis
Syndesmogenus kivuensis är en mångfotingart som beskrevs av Kraus 1960. Syndesmogenus kivuensis ingår i släktet Syndesmogenus och familjen Odontopygidae. Inga underarter finns listade i Catalogue of Life.